# Любинский, Дмитрий Евгеньевич
Дмитрий Евгеньевич Любинский (род. 1 декабря 1967, Москва) — советский и российский дипломат. Заместитель министра иностранных дел Российской Федерации c 18 августа 2025 года. Чрезвычайный и полномочный посол (2016).

## Биография
В 1989 году окончил факультет международных экономических отношений МГИМО МИД СССР и поступил на дипломатическую службу. Владеет английским и немецким языками.
- В 1989—1991 годах — второй, первый секретарь МИД РСФСР.
- В 1992—1996 годах — помощник, заведующий секретариатом заместителя министра иностранных дел Российской Федерации.
- В 1996—2000 годах — советник Посольства Российской Федерации в Федеративной Республике Германия (Бонн, Берлин).
- В 2000—2005 годах — заместитель директора Четвёртого Европейского департамента МИД России. Курировал российско-германские отношения.
- В 2005—2008 годах — советник-посланник Посольства Российской Федерации в Австрийской Республике.
- В 2008—2010 годах — заместитель директора Третьего Европейского департамента МИД России.
- С 22 марта 2010 по 10 августа 2015 года — директор Третьего Европейского департамента МИД России.
- С 10 августа 2015 по 18 августа 2025 года — чрезвычайный и полномочный посол Российской Федерации в Австрии[1][2].
- С 18 августа 2025 года  — заместитель министра иностранных дел России[3].

## Личная жизнь
Женат, имеет двух дочерей.

## Награды
- Почётный работник МИД России (2002)
- Медаль ордена «За заслуги перед Отечеством» II степени (22 марта 2004) — за большой вклад в разработку и реализацию внешнеполитического курса Российской Федерации[4]
- Почётная грамота МИД России (2010)
- Нагрудный знак Министерства культуры России за вклад в российскую культуру (2017)
- Орден Дружбы (26 декабря 2017) — за большой вклад в реализацию внешнеполитического курса Российской Федерации и многолетнюю дипломатическую службу[5]
- Орден Почёта (31 июля 2023) — за большой вклад в реализацию внешнеполитического курса Российской Федерации и многолетнюю добросовестную дипломатическую службу[6]

## Дипломатический ранг
- Чрезвычайный и полномочный посланник 2 класса (20 сентября 2003)[7]
- Чрезвычайный и полномочный посланник 1 класса (21 октября 2010)[8]
- Чрезвычайный и полномочный посол (10 февраля 2016)[9]